# 쿠크리닉시

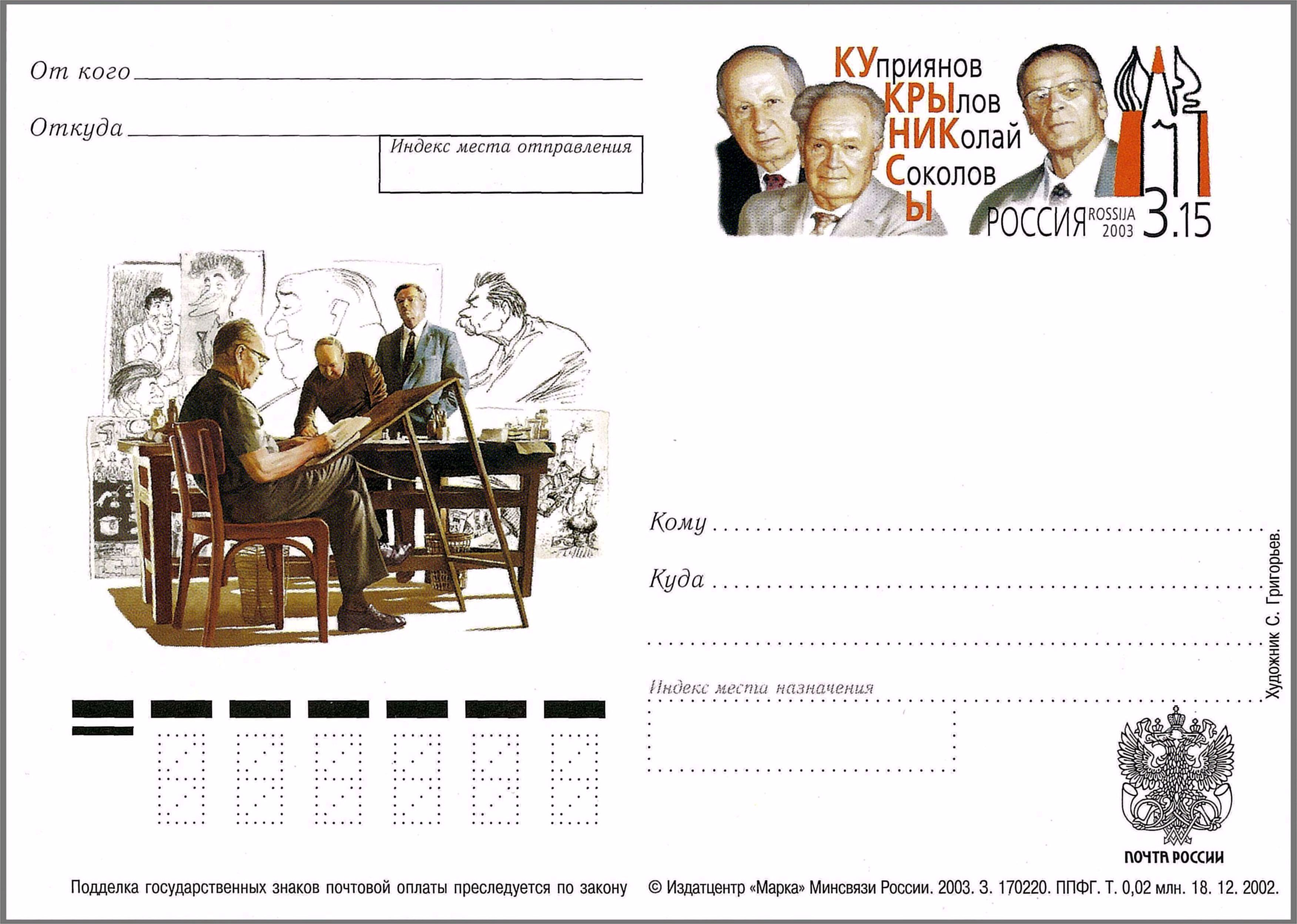
2003년 러시아 엽서, '쿠크리닉시'.

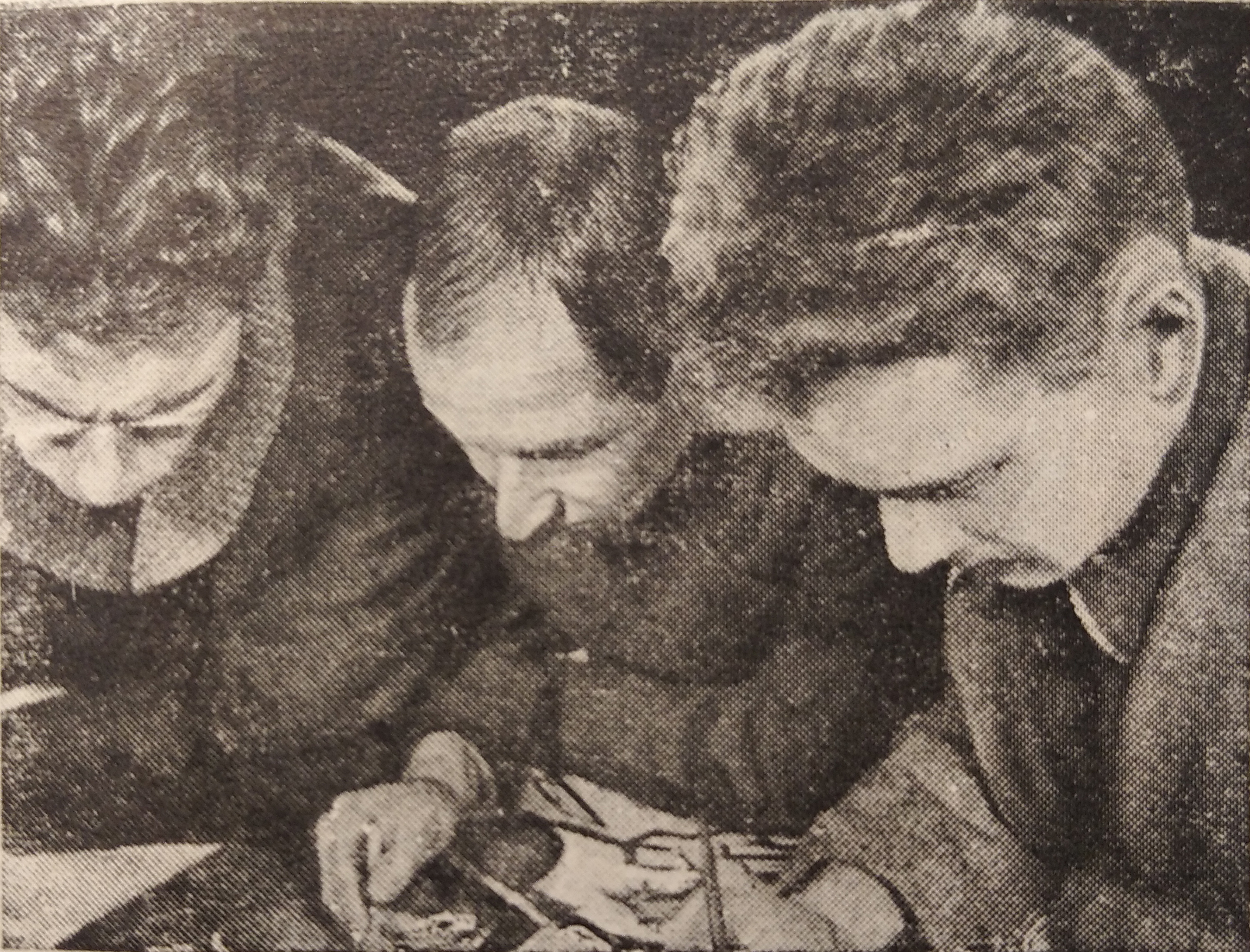
1933년 쿠프리야노프, 크릴로프, 소콜로프.

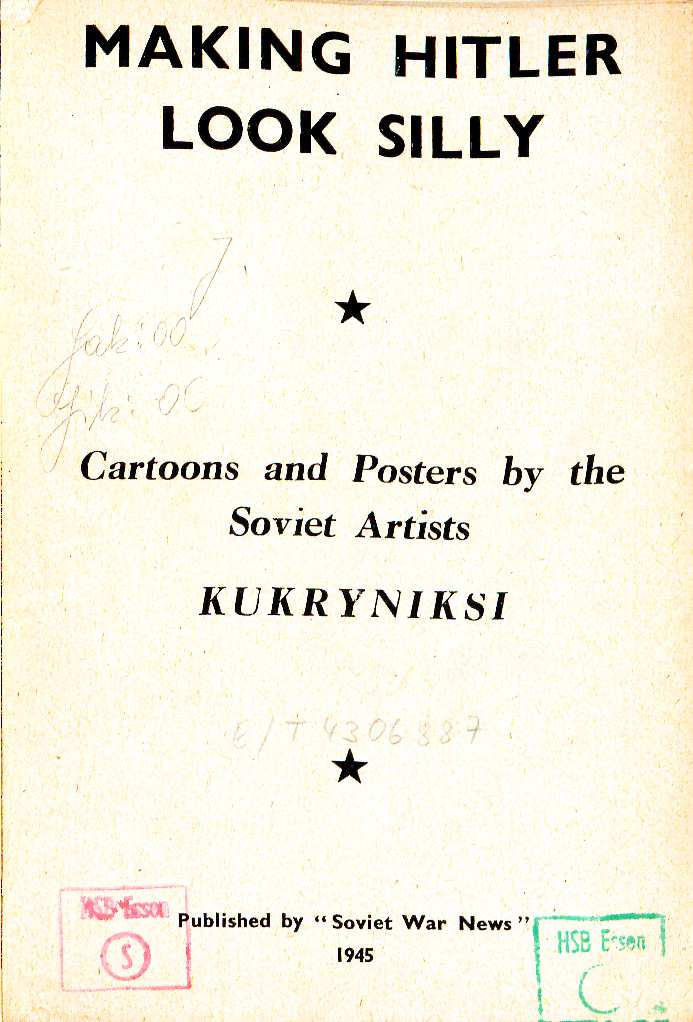
Making Hitler Look Silly, 1945년.

쿠크리닉시(러시아어: Кукрыниксы)는 소련의 캐리커처 작가·만화가 3인조이다.
'쿠크리닉시'라는 이름은 1920년대 초 모스크바 브후테마스에서 만난 세 캐치커처 작가 '미하일 바실리예비치 쿠프리야노프'(러시아어: Михаил Васильевич Куприянов, 1903년~1991년), '포르피리 니키티치 크릴로프'(러시아어: Порфирий Никитич Крылов, 1902년~1990년), '니콜라이 알렉산드로비치 소콜로프'(러시아어: Николай Александрович Соколов, 1903년~2000년)의 이름을 합성한 것이다. 이 세명은 1924년부터 쿠크리닉시라는 서명 하에 공동 작품을 내기 시작했다.
쿠크리닉시는 소련의 풍자 잡지 크로코딜에 작품 연재를 하였다. 1930년대부터 파시즘이 대두하면서 소련 내에서 명성을 얻게 되었다. 아돌프 히틀러, 베니토 무솔리니, 하인리히 힘러, 요제프 괴벨스, 프란시스코 프랑코를 신랄하게 비판하기 시작하면서 국제적 명성 또한 얻게 되었다. 제2차 세계 대전 발발 이후 Окна сатиры Роста를 창간하고 만평과 포스터를 그렸다. 제2차 세계 대전 종전 후 1945년부터 1980년대까지 냉전이라는 시리즈로 지속적으로 정치 만평을 그렸다.
쿠크리닉시는 일프와 페트로프, 니콜라이 고골, 미하일 살티코프셰드린, 안톤 체호프, 막심 고리키, 니콜라이 레스코프, 미겔 데 세르반테스와 같은 작가의 책에 삽화를 그려넣기도 하였다. 또한 여러 역사, 정치, 선전과 관련있는 사회주의적 사실주의 그림을 남겼다.

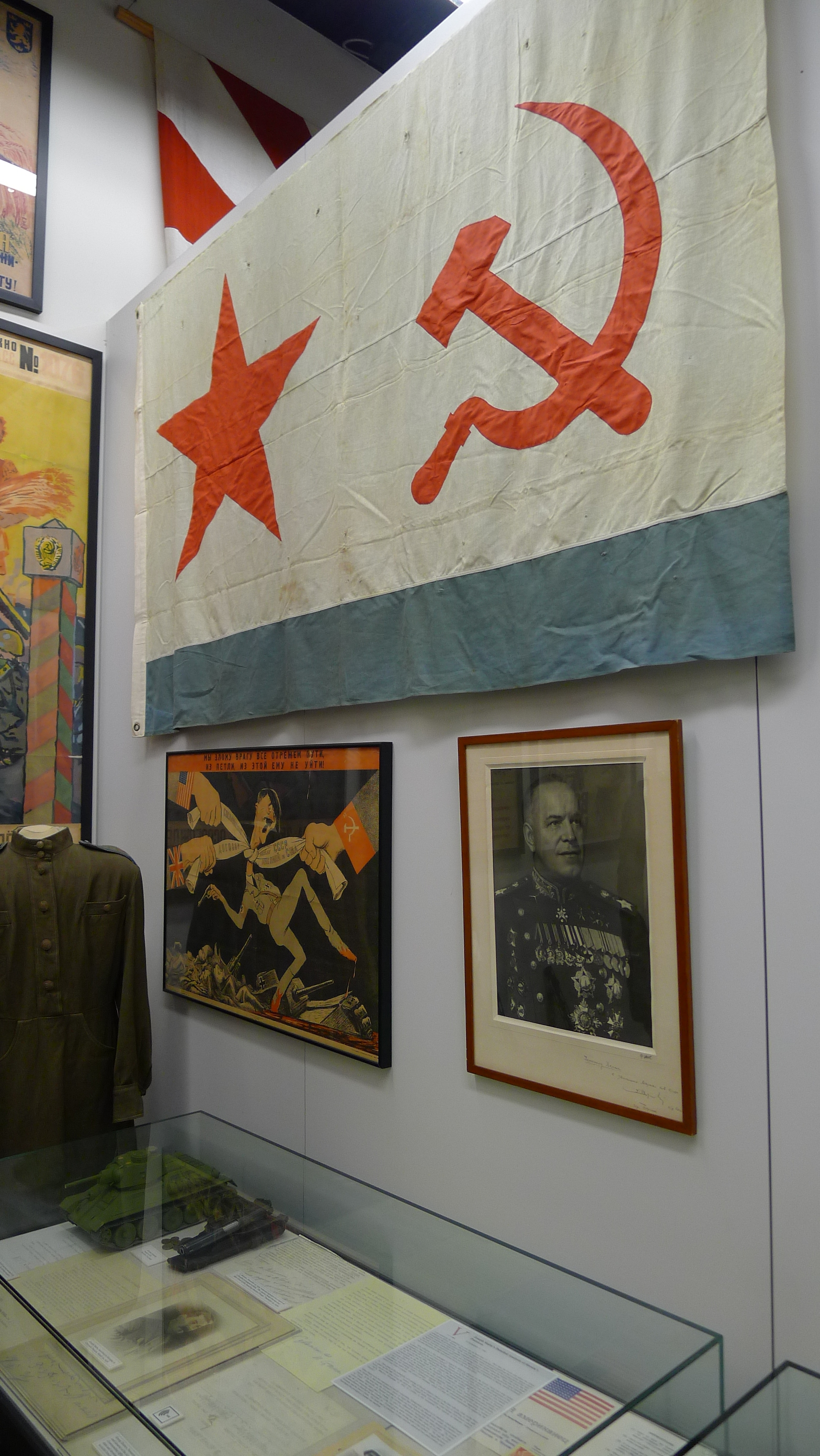
히틀러를 묘사한 전형적인 쿠크리닉시 캐리커처. 1942년 연합군 프로파간다 포스터에 쓰였다. 제2차 세계 대전 국제 박물관에 전시.

쿠크리닉시 세명은 개인적으로는 풍경화와 초상화 작가로 활동했다.
1958년, 세명 모두 소련의 명예 훈장인 소련인민예술가 훈장을 수상했다. 이 말고도 다른 많은 훈장을 받았다.

## 관련 저서
- 《Втроём》, 쿠크리닉시, 1975년, Советский художник.
- 《Смех сильных. О художниках журнала «Крокодил»》, 이사크 아브라몹스키(Абрамовский, И.П), 1977년, Искусство, 83-97쪽.